# Phương Tử Dực
Phương Tử Dực (1917 — 17 tháng 3 năm 2015) là Thiếu tướng Không quân Quân Giải phóng Nhân dân Trung Quốc (PLAAF). Ông từng giữ chức Phó Tư lệnh Không quân Quân khu Bắc Kinh, Phó Tư lệnh Không quân Quân khu Quảng Châu và cố vấn Đại học Hàng không Không quân PLA.

## Tiểu sử
Phương Tử Dực tên thật là Phương Thái Hưng sinh năm 1917 tại hương Quả Tử Viên, huyện Kim Trại, tỉnh An Huy, thời kỳ Trung Hoa Dân Quốc.
Năm 1930, ông tham gia Hồng quân Công nông Trung Quốc. Năm 1931, ông gia nhập Đoàn Thanh niên Cộng sản Trung Quốc. Năm 1933, ông gia nhập Đảng Cộng sản Trung Quốc. Trong cuộc Nội chiến Trung Quốc, ông tham gia vào Vạn lý Trường chinh. Ông là học viên lớp huấn luyện bay của đội hàng không Tân Cương trong cuộc Chiến tranh Trung-Nhật lần thứ hai. Ông từng là đội trưởng đội hàng không bộ tổng tư lệnh Bát lộ quân, khoa trưởng phòng huấn luyện bay và chính ủy đại đội bay trong Quốc-Cộng nội chiến lần thứ hai. Ông bắn hạ hoặc làm hư hại 88 máy bay Mỹ cùng với quân đội của ông trong Chiến tranh Triều Tiên.
Năm 1955, ông được phong quân hàm Thiếu tướng. Ông được trao tặng Huân chương Bát Nhất, Huân chương Độc lập và Tự do và Huân chương Giải phóng.
Ông là Phó Tư lệnh Không quân Quân khu Bắc Kinh, Phó Tư lệnh Không quân Quân khu Quảng Châu và cố vấn Đại học Hàng không Không quân PLA.
Ngày 17 tháng 3 năm 2015, ông qua đời vì một căn bệnh ở Bắc Kinh.